# Selección femenina de baloncesto de Angola
La selección femenina de baloncesto de Angola es el equipo de baloncesto que representa a Angola  en las competiciones internacionales organizadas por la Federación Internacional de Baloncesto (FIBA) o el Comité Olímpico Internacional (COI): los Juegos Olímpicos y Campeonato mundial de baloncesto especialmente. Ha conseguido 7 medallas en AfroBasket femenino en 17 participaciones.

## Resultados

### Olimpiadas
- 2012 - 12º

### Mundiales
- 2014 - 16º